# Décès en octobre 1969
Décès
- 1965
- 1966
- 1967
- 1968
- 1969
- 1970
- 1971
- 1972
- 1973

Pour une information complémentaire, voir la page d'aide.

| Date      | Nom              | Pays                   | Activités                       | Âge | Source |
| --------- | ---------------- | ---------------------- | ------------------------------- | --- | ------ |
| 9 octobre | Elsa Rendschmidt | Drapeau de l'Allemagne | Patineuse artistique allemande. | 83  |        |